# Member
Een member (<la: membrum, lichaamsdeel) is, in het objectgeoriënteerd programmeren, een lid van een klasse.

## Uitleg
Er zijn twee soorten members te onderscheiden:
- Memberfuncties. Deze worden ook wel methoden of methodes genoemd. Ze vormen de interface van de klasse naar de rest van de programmatuur.
- Datamembers. Deze bevatten de gegevens binnen de klasse.

Datamembers zijn zelf weer in meer soorten te verdelen.
- Simple-type members. Dit zijn types als integer, floating point, karakter.
- Referenties naar andere klassen. Deze kunnen gebruikt worden om associaties met andere klassen te implementeren
- Aggregaties van andere klassen. Hierbij maakt het geaggregeerde object deel uit van het betreffende object.

Datamembers worden doorgaans private gemaakt. Dat wil zeggen dat ze niet zichtbaar zijn voor andere klassen. Manipulatie van de datamembers dient te geschieden via de methoden.
In sommige programmeertalen zijn er ook properties, een tussenvorm van data en functies. Het is een verkorte manier om te beschrijven langs welke weg de waarde van een datamember opgevraagd / gewijzigd kan worden.

## Voorbeeld
Een stukje voorbeeldcode in een fictieve programmeertaal.
```
declaratie klasse Cirkel
    // datamembers
    private float       diameter   // een simple type
    private Coördinaat  middelpunt // een aggregatie
    private TekenBlad   tekening   // een associatie, naar de parent in dit geval

    // methoden
    public constructor(Punt middelpunt, float diameter)
    public float berekenOppervlak()
einde klasse
```